# Lorenzo Marone

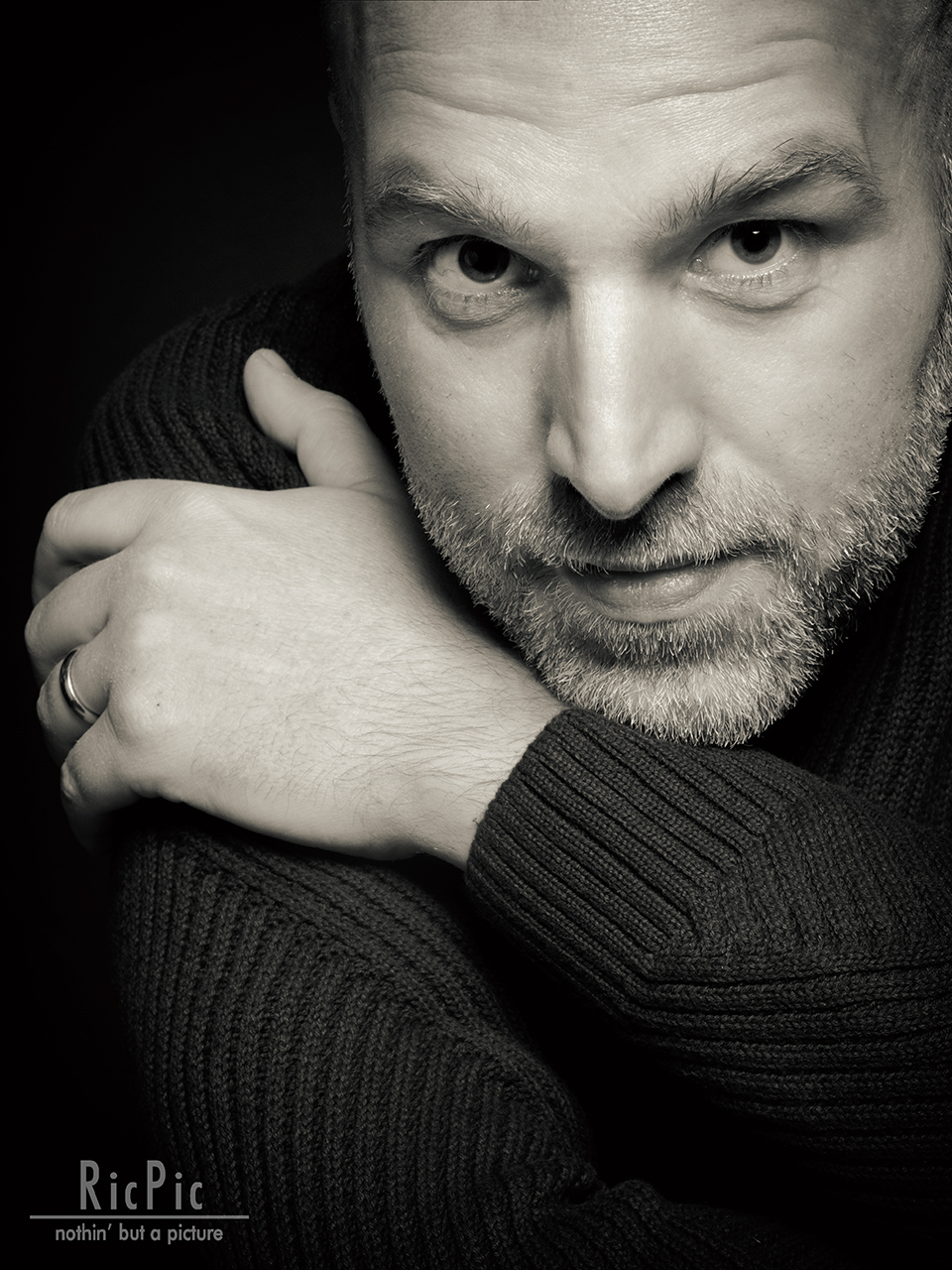

Lorenzo Marone (Napoli, 12 dicembre 1974) è uno scrittore italiano.

## Biografia
Lorenzo Marone è nato a Napoli. Laureato in giurisprudenza, ha esercitato la professione di avvocato per quasi dieci anni, mantenendo parallelamente l'attività di scrittore. Ha pubblicato La tentazione di essere felici (Longanesi, 2015), 18 edizioni in Italia, Premio Stresa 2015, Premio Scrivere per amore 2015, Premio Caffè Corretto – Città di Cave 2016, che ha ispirato un film, La tenerezza, con regia di Gianni Amelio; La tristezza ha il sonno leggero (Longanesi, 2016), Premio Città di Como 2016, dal quale è stato liberamente tratto l'omonimo film; Magari domani resto (Feltrinelli, 2017), 8 edizioni, Premio Selezione Bancarella 2017; Un ragazzo normale (Feltrinelli 2018), Premio Giancarlo Siani; la raccolta Cara Napoli (Feltrinelli, 2018), due edizioni; Tutto sarà perfetto (Feltrinelli 2019); La donna degli alberi (Feltrinelli 2020), Premio Prata. Per Einaudi nel 2020 ha pubblicato il saggio Inventario di un cuore in allarme, e nel 2021 ha pubblicato il racconto Il bosco di là all'interno della collana "Il bosco degli scrittori" di Aboca Edizioni. Nel 2022 ha pubblicato per Einaudi "Le madri non dormono mai", che ha vinto il Premio nazionale letterario Pisa e il Premio Procida-Isola di Arturo-Elsa Morante 2023. A fine ottobre del 2023 ha pubblicato per Einaudi "Sono tornato per te". A maggio del 2024 ha pubblicato per Marotta&Cafiero Editori il racconto Pennablù.
I suoi libri sono stati tradotti in 24 paesi, e ha una rubrica domenicale (I Granelli) su 'La Repubblica di Napoli'.
Dal 2018 è direttore artistico della fiera del libro di Napoli "Ricomincio dai libri".

## Opere
- 2015 -  La tentazione di essere felici, Longanesi editore
- 2016 -  La tristezza ha il sonno leggero, Longanesi editore
- 2017 -  Magari domani resto, Feltrinelli editore
- 2018 -  Un ragazzo normale, Feltrinelli editore
- 2018 -  Cara Napoli, Feltrinelli editore
- 2019 -  Tutto sarà perfetto, Feltrinelli editore
- 2020 -  Inventario di un cuore in allarme, Einaudi  editore
- 2020 - La donna degli alberi, Feltrinelli editore
- 2021 - Il bosco di là - Aboca Edizioni.
- 2022 - Le madri non dormono mai - Einaudi editore
- 2023 - Sono tornato per te - Giulio Einaudi editore
- 2024 - Pennablù, una piccola storia buffa - Marotta&Cafiero editori
- 2024 - La vita a volte capita, Feltrinelli editore

## Riconoscimenti
- Premio Stresa 2015 per La tentazione di essere felici
- Premio Scrivere per amore 2015 per La tentazione di essere felici
- Premio Caffè Corretto Città di Cave 2016 per La tentazione di essere felici
- Premio Città di Como 2016 per La tristezza ha il sonno leggero
- Premio Selezione Bancarella 2017 per Magari domani resto
- Premio Giancarlo Siani 2018 per Un ragazzo normale
- Premio Prata nel 2021 per La donna degli alberi
- Premio Letterario Pisa 2022 per Le madri non dormono mai
- Premio Elsa Morante 2023 per Le madri non dormono mai